# Hazal Adıyaman
Hazal Adıyaman (* 6. August 1989 in Sakarya) ist eine türkische Schauspielerin.

## Leben und Karriere
Adıyaman wurde am 6. August 1989 in Sakarya geboren. Sie studierte an der Marmara-Universität. Ihr Debüt gab sie 2013 in der Fernsehserie Muhteşem Yüzyıl. Danach spielte sie in Aşkın Bedeli. Außerdem bekam sie 2018 in Bizim Hikaye die Hauptrolle. 2020 trat sie in Kuruluş Osman auf. 2021 wurde sie für die Serie Arka Sokaklar gecastet. Seit 2022 spielt sie in Toprak ile Fidan mit.

## Filmografie
- 2013: Muhteşem Yüzyıl
- 2013: Aşkın Bedeli
- 2014: Bir Yusuf Masali
- 2016: Hanım Köylü
- 2017: Kalbimdeki Deniz
- 2018–2019: Bizim Hikaye
- 2020: Kuruluş Osman
- 2021: Arka Sokaklar
- 2021: Uzak Şehrin Masalı
- 2022: Yalnız Kurt
- 2022: Bayram Havası
- seit 2022: Toprak ile Fidan